# 宽带饰纹螺
宽带饰纹螺（学名：Aplustrum amplustre），又名玫瑰泡螺，舊屬泡螺科饰纹螺属，今屬船尾螺科飾紋螺屬。

## 形態描述
殼長15–40 mm，有橫紋及圍有黑邊的淺棕色條紋，與呈半透明的白紋相間。其殼較同屬物種更厚重。活躍於夜間。以多毛綱物種為食。其空殼會被寄居蟹棲息。

## 分佈
分布于印度洋的南非及馬達加斯加，热带太平洋的夏威夷、日本九州以南海域、菲律宾、新西兰、澳大利亚、台湾以及西沙群島等地，属于暖水性种:83。

## 棲息地
其常生活于潮间带低潮线石头下、海藻间－潮下带水深10米的细砂质底。

## 外部連結
- 維基物種上的相關：宽带饰纹螺
- 本物種的齒舌的SEM影像可於這裡找到：Thompson; Bebbington. . Malacologia. 1973, 14: 147–165 （英语）.
- Sea Slug Forum info（页面存档备份，存于）
- Info on the genus（页面存档备份，存于）